# 馬克西米利安紀念館

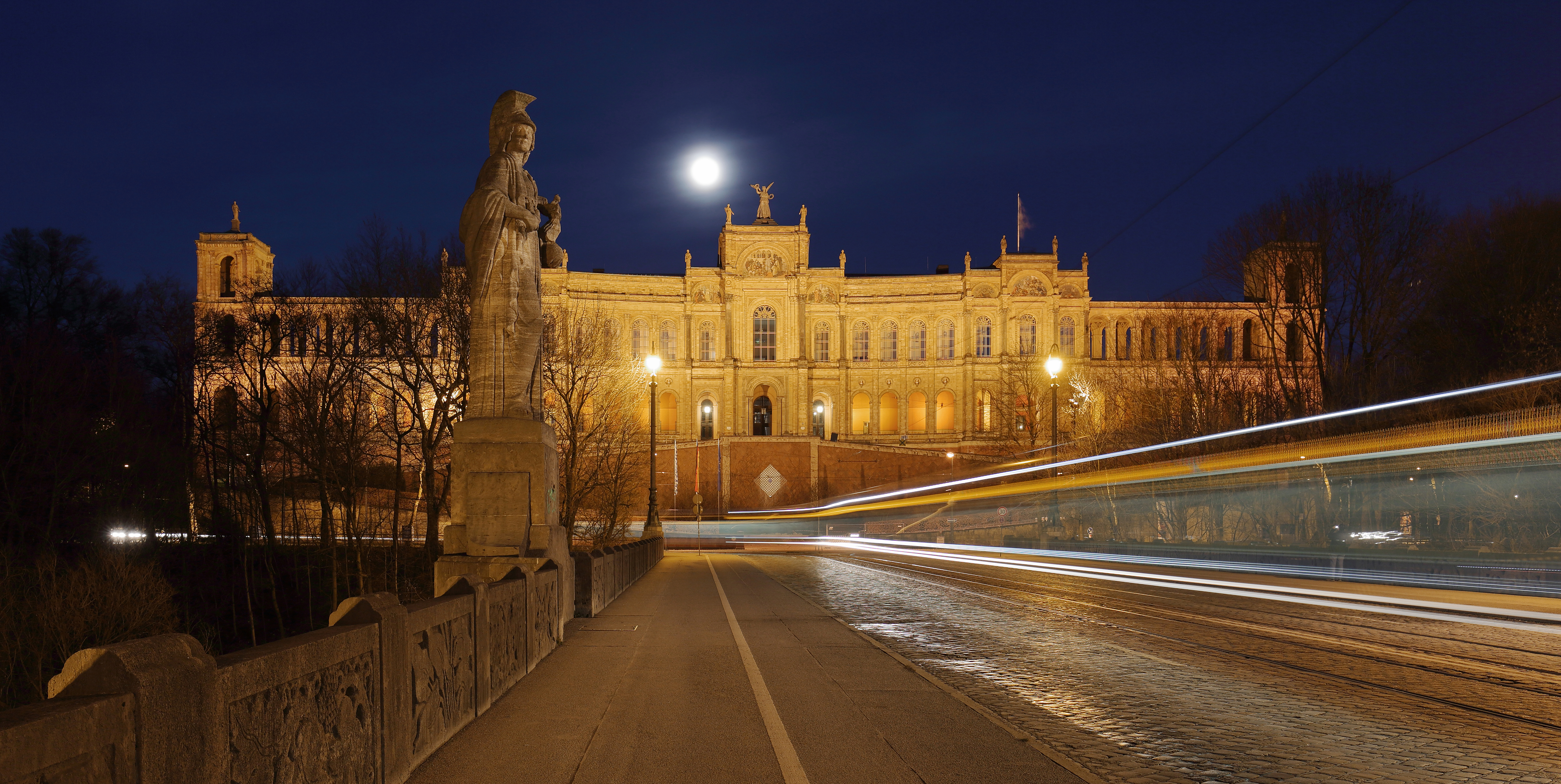
馬克西米利安紀念館

馬克西米利安紀念館（Maximilianeum）是德國巴伐利亞州首府慕尼黑的一座建築，自1949年開始這裡也是巴伐利亞州議會的辦公地點。馬克西米利安紀念館位於伊薩河畔，開始修建於1857年，在1874年竣工。建築的立面原本計劃為新哥特式風格，但後來改為文藝復興式風格。1958年、1964年、1992年和2012年，馬克西米利安紀念館進行了擴建。

## 外部連結
- Maximilianeum Panorama （页面存档备份，存于）

48°08′10″N 11°35′38″E / 48.136°N 11.594°E